# اغول‌کوی، قسطمونی
اغول‌کوی (به ترکی استانبولی: Oğulköy) یک منطقهٔ مسکونی در ترکیه است که در قسطمونی واقع شده‌است.